# Непальская федеральная социалистическая партия

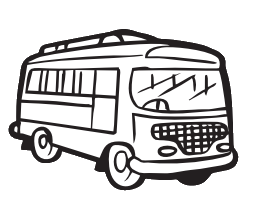
Избирательный символ партии — автобус

Непальская федеральная социалистическая партия (Федеральная социалистическая партия Непала, непальск. नेपाल संघीय समाजवादी पार्टी, сокращённо नेसंस पार्टी; англ. Nepal Federal Socialist Party, NFSP) — умеренная левая политическая партия в Непале. Была создана 17 декабря 2016 года Мохаммадом Ризваном Ансари.

## История
Мохаммад Ризван Ансари был членом Федеральной социалистической партии, основанной Ашоком Кумаром Раем после отделения от Коммунистической партии Непала (объединённой марксистско-ленинской). Федеральная социалистическая партия в конечном итоге объединилась с Форумом прав народа мадхеси (Форум мадхеси джана адхикар, Непал) во главе с Упендрой Ядавом и партией Кхас Самабеси в Федеральный социалистический форум, Непал.
В конце концов Ансари вышел из партии 4 февраля 2016 года и сформировал Федеральную группу новой мысли (Сангхия Нава Бичар Самуха). Последняя стала Федеральной социалистической партией Непала 17 декабря 2016 года. 10 октября 2017 года в её состав влилось 11 меньших партий, преимущественно представляющих интересы национальних меньшинств, в том числе Самьюкта Джатия Мукти Морха, Мулбаси Мукти Парти, Растрия Самукти Парти, Рабочая партия Кират Джанбади, Непальская партия Шрамик Шакти, Социал-демократическая партия, Бахуджан Шакти Парти, Растрия Джанбикас Парти, Далитская мусульманская партия Шрамик, Далит Адхикар Абхиян, Гандаки, Дхаулагири, Лумбини и Самьюкта Далит Адхикар Манч.

## Выборы
На выборах в законодательные и провинциальные органы 2017 года партия получила одно место в провинциальном собрании Мадхеша благодаря пропорциональному представительству.
| Выборы | Лидер                  | Голоса | Голоса | Места | Места    | Место | Правительство  |
| Выборы | Лидер                  | #      | %      | #     | +/-      | Место | Правительство  |
| ------ | ---------------------- | ------ | ------ | ----- | -------- | ----- | -------------- |
| 2017   | Мохаммад Ризван Ансари | 36 015 | 0,38   |       | 0 из 275 | 13-е  | Вне парламента |

| Провинция | Места    | Год выборов |
| --------- | -------- | ----------- |
| Мадхеш    | 1 из 107 | 2017        |